# Весёлое кладбище
Весёлое кла́дбище (рум. Cimitirul Vesel) — кладбище в селе Сэпынца жудеца Марамуреш на севере Румынии, примерно в 2 км от границы с Украиной. Известно своими яркими разноцветными надгробиями с оригинальными рисунками в стиле наивного искусства и поэтическими текстами (часто юмористическими), иллюстрирующими людей, погребённых на кладбище, и эпизоды их жизни. Стелы, украшенные геометрическими, растительными или астрономическими мотивами, увенчаны крестами с двускатными крышами.
Кладбище стало музеем под открытым небом и национальным туристическим центром.
Необычным в этом кладбище является то, что его облик расходится с преобладающим в европейских обществах убеждением о смерти как мрачном и скорбном событии.

## История

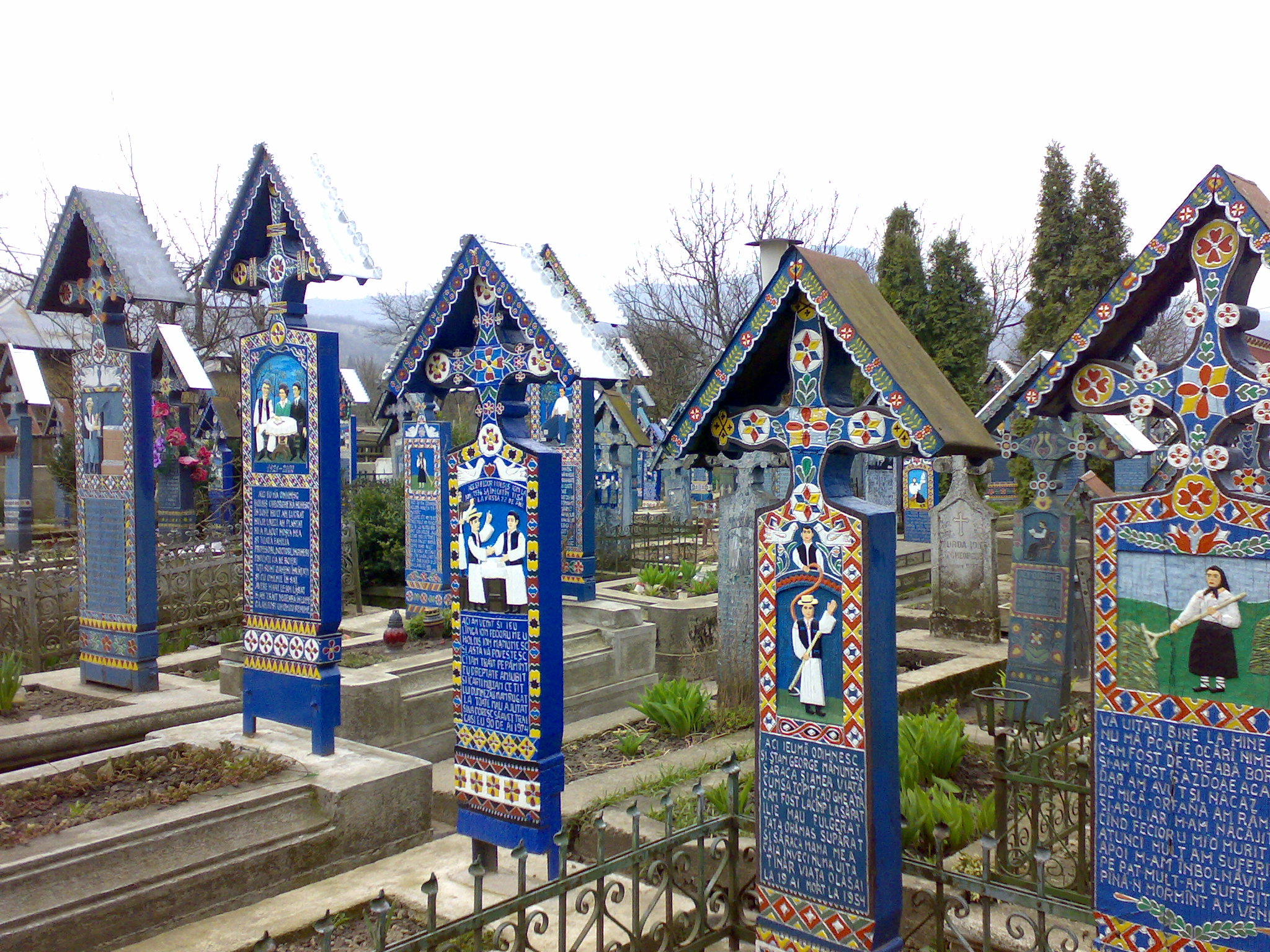
Весёлое кладбище

Идея возникновения необычного кладбища связана с именем Стана Иоана Пэтраша (рум. Stan Ioan Pătraş), местного резчика по дереву. Он изготовил первый могильный крест, в 1935 году вырезал первую эпитафию. К 1960-м годам на кладбище появилось более 800 дубовых крестов, изготовленных мастером.
Надпись на надгробии Стана Пэтраша гласит:
| Румынский De cu tînăr copilaș Io am fost Stan Ion Pătraș Să mă ascultaț oameni buni Ce voi spune nu-s minciuni Cîte zile am trăit Rău la nime n-am dorit Dar bine cît-am putut Orișicine mia cerut Vai săraca lumea mea Că greu am trăit în ea | Русский Ещё маленьким ребёнком Я был Станом Йоном Пэтрашем, Послушайте меня, люди добрые, То, что я скажу, не ложь. Всю мою жизнь Я никому не желал зла А делал добро, сколько мог Всем, кто в нём нуждался. О, бедный мой мир, Нелегко было жить в нём |